# Abramo Bartolommeo Massalongo

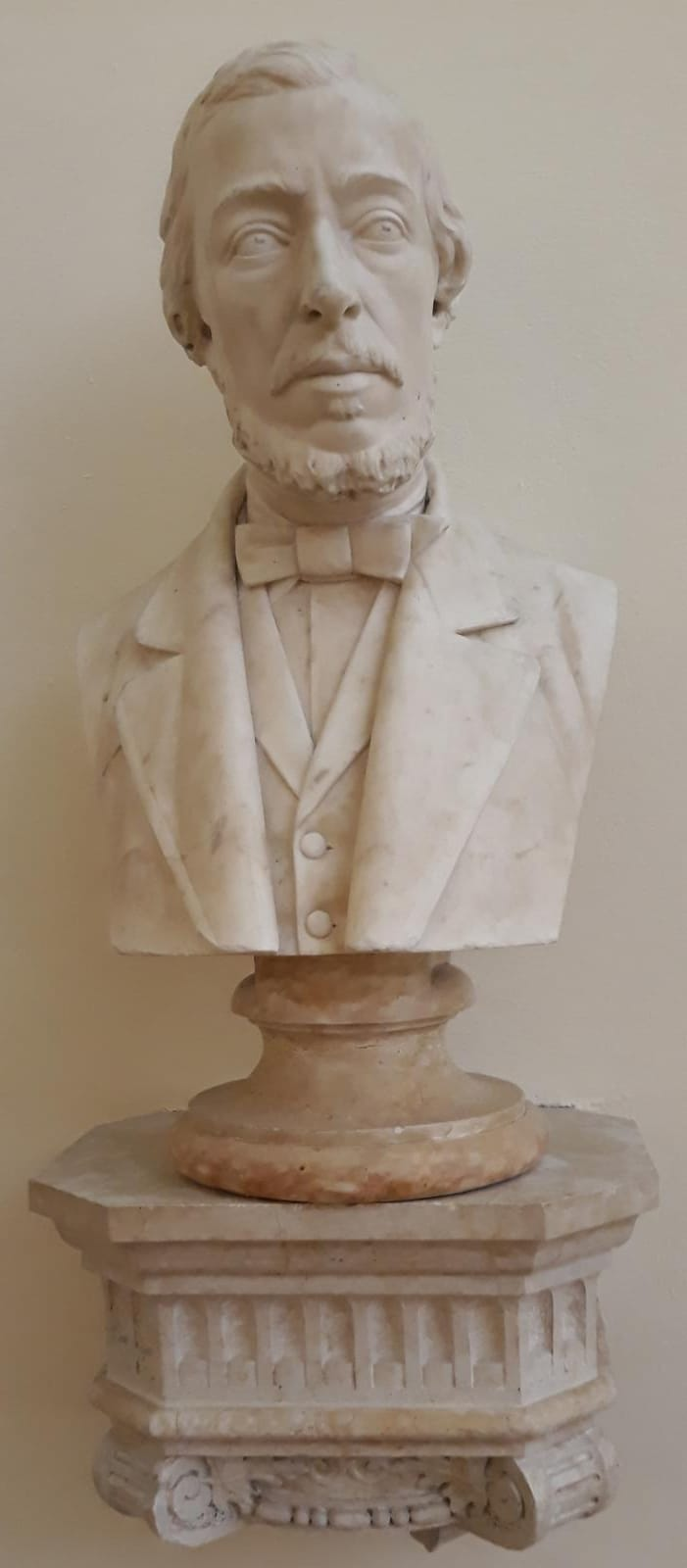

Abramo Bartolommeo Massalongo (13 mei 1824 – 25 mei 1860) was een Italiaanse paleobotanicus en lichenoloog.
Zijn interesse in plantkunde bracht hem ertoe om in 1844 lid te worden van de faculteit geneeskunde aan de Universiteit van Padua. Samen met Gustav Wilhelm Körber richtte hij de "Italiaans-Silezische" school van lichenologie op en werkte hij samen met Martino Anzi.
Massalongo, getrouwd met Maria Colognato en vader van Caro Benigno Massalongo, droeg ook bij aan de herpetologie. Zijn opmerkelijke werk omvatte de publicatie van "Catalogo dei rettili delle province venete" in Venetië in 1859.
Hij overleed in Verona in 1860 en werd in 1855 geëerd met het naar hem vernoemde geslacht Massalongia, door Gustav Wilhelm Körber. 
De standaard auteursafkorting A.Massal. wordt gebruikt bij het citeren van botanische namen die aan hem worden toegeschreven.